# 醫療器材管理法
《醫療器材管理法》是中華民國政府為保障國人使用醫療器材之安全、效能及品質，增進國民健康，以及強化醫療器材管理所制定的法律，共有八十五條。

## 外部連結
- 醫療器材管理法─全國法規資料庫
- 立法院─制定醫療器材管理法
- 醫療器材管理法─立法院法律系統─立法歷程